# 조선우주공간기술위원회

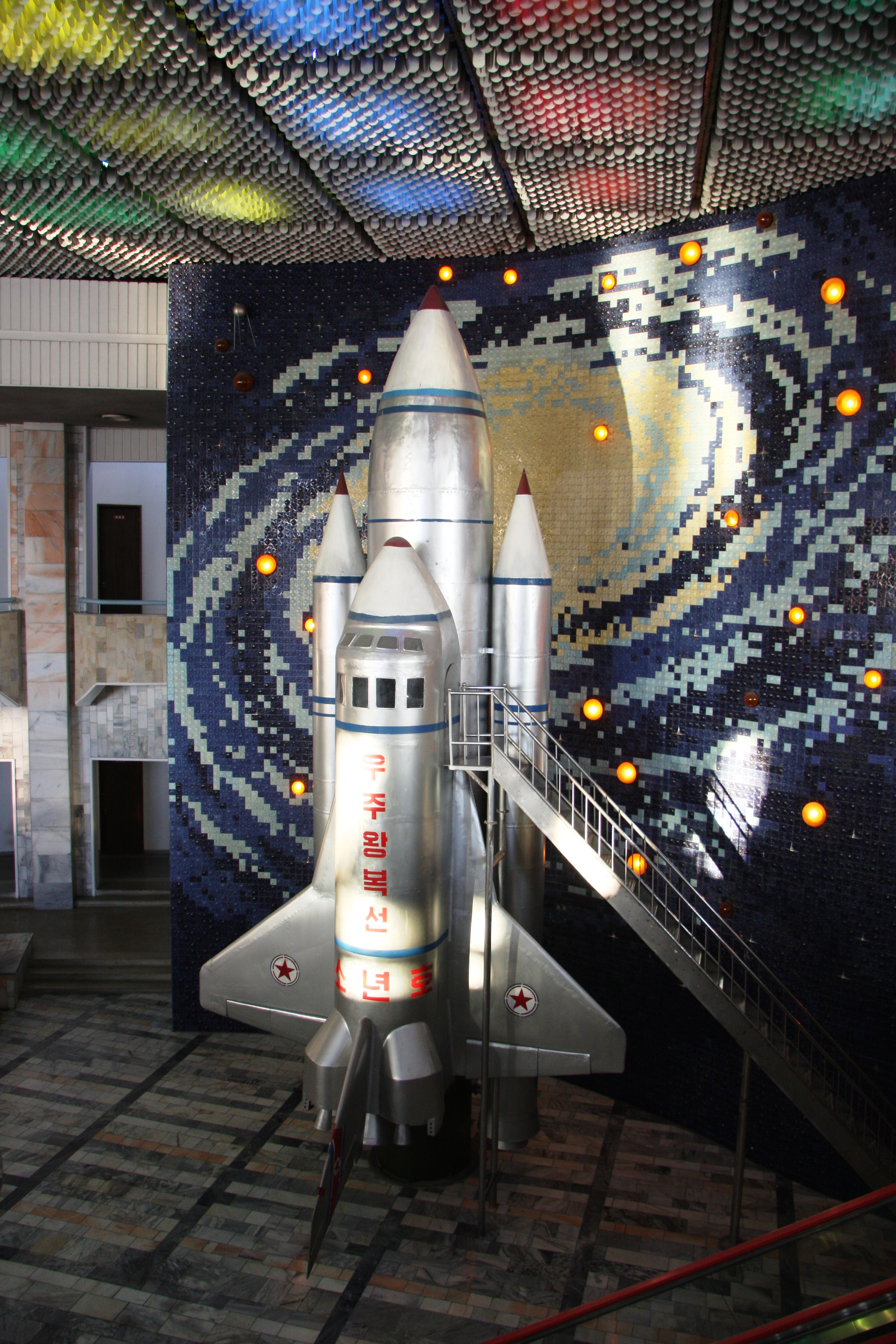

조선우주공간기술위원회(朝鮮宇宙空間技術委員會, 영어: Korean Committee of Space Technology, KCST)는 국가급 기관으로 조선민주주의인민공화국의 우주개발 또는 대륙간탄도미사일(ICBM) 개발을 총지휘한다.
조선노동당 중앙위원회와 내각의 지도를 받고 있는 것으로 알려졌다.

## 역사
2012년 12월 12일, 북한 김정은 국방위원회 제1위원장이 오전 8시 `은하 3호' 발사와 관련한 `최종 친필명령'을 조선우주공간기술위원회에 하달하고 발사를 1시간 정도 앞둔 오전 9시 위성관제종합지휘소를 찾았다.
2013년 1월, 은하 3호 로켓 발사로 조선우주공간기술위원회가 유엔 제재대상으로 지정되었다.
2013년 북한은 우주개발법을 만들고 유엔 안보리 제재대상에 포함된 조선우주공간기술위원회와 별도로 2013년 4월 국가우주개발국(현재의 국가항공우주기술총국, NADA, National Aerospace Development Administration)을 신설했다.

## 비교
미국은 트럼프 대통령이 참석하는 미국 국가우주위원회(en:National Space Council)에서 최고위급 우주정책 결정을 하고, 미항공우주국(NASA)에서 기술자들이 우주로켓, 인공위성을 개발, 발사, 운영한다.
북한은 조선우주공간기술위원회(KCST)에서 최고위급 우주정책 결정을 하고, 국가항공우주기술총국(NADA)에서 기술자들이 우주로켓, 인공위성을 개발, 발사한다. 그러나 김정은 위원장은 위원회에 직접 참석하지는 않는다고 보도되었다.
한국은 대통령 소속의 대한민국 국가우주위원회가 설치되어 있다. 장관이 개최하는 회의다. 항우연에서 기술자들이 우주로켓, 인공위성을 개발, 발사한다.

## 같이 보기
- 대한민국 우주항공청 (KASA)
- 미국 항공우주국 (NASA)
- 중국 국가항천국 (CNSA)
- 일본 우주항공연구개발기구 (JAXA)